# Christianshavns Voldgade
Christianshavns Voldgade er en gade på Christianshavn i København, opkaldt efter Christianshavns Vold, som den løber langs med. Gaden blev officielt navngivet omkring 1878, men på kort fra 1830’erne og 1840’erne blev den blot betegnet som Ud til Volden.
Gadens bugtede forløb skyldes voldens fremskudte bastioner. Ved Panterens Bastion opførte hæren i 1870’erne Skydeskolen for Haandvaaben, hvor værnepligtige boede og trænede. Skydeskolens øvelsesterræn lå på Amager Fælled, hvortil der blev bygget en bro over voldgraven. Denne bro kaldes i dag Eli Møllers Bro. Skydeskolens bygninger er i dag omdannet til lejligheder under navnet Panterens Bastion.
I nærheden af Prinsessegade lå tidligere O. F. Asp’s stearinlysfabrik, som var drevet af L. P. Holmblads fabrikker på Amager. Fabrikken blev flyttet til Blegdamsvej, og i 1912 blev et boligkompleks opført på grunden under navnet Gamle Christianshavn, trods dets nyere opførelse sammenlignet med mange af bydelens øvrige huse.
Hvor Christianshavns Voldgade krydser Torvegade, findes en af gadens ældste ejendomme, muligvis fra første halvdel af 1800-tallet. På den modsatte side af Torvegade lå tidligere en ejendom kaldet “Skibet”, opkaldt efter et relief med et skibsmotiv på facaden. Ejendommen blev revet ned og erstattet af boligkomplekset “Ved Volden”, tegnet af arkitekterne Tyge Hvass og Henning Jørgensen. Opgangene i dette byggeri er dekoreret af kunstnerne Else Thoresen (1906–1994) og Vilhelm Bjerke-Petersen (1909–1957).
Tidligere lå et gasværk ved Christianshavns Voldgade, og efter dets nedlæggelse blev boligkomplekset Voldboligerne opført på stedet. På Løvens Bastion, ud for Sankt Annæ Gade, ligger Lille Mølle, den eneste bevarede mølle på Christianshavn.